# Fathi Chebel
Pour les articles homonymes, voir Chebel.

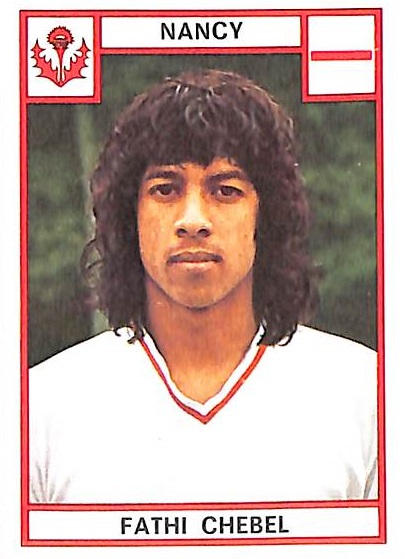
Fathi CHEBEL- saison 1975-1976 As Nancy Lorraine

Fathi Chebel est un footballeur international algérien né le 19 août 1956 à Lyon (Rhône),. Il possède aussi la nationalité française.
Il compte une sélection en équipe nationale en 1981.

## Biographie
Fathi Chebel débute en amateur au FC Villefranche.
Recruté et formé à l'AS Nancy-Lorraine, il passe très vite professionnel et fait partie de la grande équipe de Nancy avec Michel Platini, Olivier Rouyer et consort mais il a du mal à avoir sa place de titulaire. Il évolue comme milieu de terrain et remporte la Coupe de France en 1978.
Il joue en 1981 dans la sélection nationale algérienne.

## Carrière de joueur
| Saison                | Club                  | Championnat           | Championnat | Championnat | Coupe(s) nationale(s) | Coupe(s) nationale(s) | Algérie | Algérie | Total | Total |
| Saison                | Club                  | Division              | M.          | B.          | M.                    | B.                    | M.      | B.      | M.    | B.    |
| 1975-1976             | AS Nancy-Lorraine     | Division 1            | 4           | 0           | -                     | -                     | -       | -       | 4     | 0     |
| 1976-1977             | AS Nancy-Lorraine     | Division 1            | 14          | 1           | -                     | -                     | -       | -       | 14    | 1     |
| 1977-1978             | AS Nancy-Lorraine     | Division 1            | 22          | 0           | 8                     | 2                     | -       | -       | 30    | 2     |
| 1978-1979             | AS Nancy-Lorraine     | Division 1            | 2           | 0           | -                     | -                     | -       | -       | 2     | 0     |
| Sous-total            | Sous-total            | Sous-total            | 42          | 1           | 8                     | 2                     | -       | -       | 50    | 3     |
| 1978-1979             | FC Metz               | Division 1            | 18          | 0           | -                     | -                     | -       | -       | 18    | 0     |
| 1979-1980             | FC Metz               | Division 1            | 19          | 1           | 5                     | 0                     | -       | -       | 24    | 1     |
| Sous-total            | Sous-total            | Sous-total            | 37          | 1           | 5                     | 0                     | -       | -       | 42    | 1     |
| 1980-1981             | Al Riyad SC           | First Division        | -           | -           | -                     | -                     | -       | -       | 0     | 0     |
| 1981-1982             | RCFC Besançon         | Division 2            | 25          | 5           | 4                     | 1                     | 1       | 0       | 30    | 6     |
| 1982-1983             | Racing Paris 1        | Division 2            | 29          | 7           | 5                     | 1                     | -       | -       | 34    | 8     |
| 1983-1984             | Racing Club de Paris  | Division 2            | 34          | 8           | 5                     | 0                     | -       | -       | 39    | 8     |
| 1984-1985             | Racing Club de Paris  | Division 1            | 12          | 1           | 3                     | 0                     | -       | -       | 15    | 1     |
| Sous-total            | Sous-total            | Sous-total            | 75          | 16          | 13                    | 1                     | -       | -       | 88    | 17    |
| 1985-1986             | FC Rouen              | Division 2            | 32          | 10          | 5                     | 3                     | -       | -       | 37    | 13    |
| 1986-1987             | AS Béziers            | Division 2            | 19          | 2           | -                     | -                     | -       | -       | 19    | 2     |
| 1986-1987             | FC Bourges            | Division 2            | 11          | 2           | -                     | -                     | -       | -       | 11    | 2     |
| 1987-1988             | FC Martigues          | Division 2            | 25          | 4           | -                     | -                     | -       | -       | 25    | 4     |
| 1988-1989             | US Créteil-Lusitanos  | Division 2            | 29          | 8           | 3                     | 1                     | -       | -       | 32    | 9     |
| 1989-1990             | RC Lens               | Division 2            | 8           | 1           | -                     | -                     | -       | -       | 8     | 1     |
| 1989-1990             | US Créteil-Lusitanos  | Division 2            | 17          | 2           | -                     | -                     | -       | -       | 17    | 2     |
| 1990-1991             | US Créteil-Lusitanos  | Division 2            | 26          | 3           | -                     | -                     | -       | -       | 26    | 3     |
| Sous-total            | Sous-total            | Sous-total            | 43          | 5           | -                     | -                     | -       | -       | 43    | 5     |
| Total sur la carrière | Total sur la carrière | Total sur la carrière | 346         | 55          | 38                    | 8                     | 1       | 0       | 385   | 63    |

## Carrière d'entraineur
Il a entraîné le club de US Stade Tamponnaise.

## Palmarès
- International algérien en 1981 (1 sélection, 10 octobre 1981, Nigeria-Algérie (0-2) , éliminatoires de la Coupe du monde 1982[5])[6].
- Sélectionné lors de la Coupe du monde 1986 avec l'équipe d'Algérie.
- Vainqueur de la Coupe de France 1978 avec l'AS Nancy-Lorraine.